# حصن جويا
حصن جويا (بالبرتغالية: Fortaleza da Guia، بالصينية: 東望洋炮台) هو عبارة عن قلعة عسكرية استعمارية تعود إلى القرن السابع عشر الميلادي. يتكون الحصن من: كنيسة صغيرة ومبنى منارة في منطقة ساو لازارو ماكاو الصين. المجمع هو جزء من المركز التاريخي للتراث العالمي لليونسكو في ماكاو.
الآن حجب منظر الحصن والمنارة بسبب قيام الحكومة الشعبية المركزية في منطقة ماكاو الإدارية الخاصة عام 2010 ببناء مكتب الاتصال ماكاو وهو مبنى كبير وضخم يرتفع لمئة متر. المواطنون المحليون والباحثون ينتقدون هذه القضية، يثبتون أن حكومة ماكاو قد تجاهلت جهودها في الحفاظ على التراث من خلال التخطيط الحضري.

## العمارة
تم تشييد الحصن وبجانبه كنيسة صغيرة بين عام 1622 وعام 1638. تم بناء الحصن بشكل جزئي خلال محاولة غير ناجحة قامت بها هولندا للاستيلاء على ماكاو البرتغالية من البرتغال، مما أتاح موقع جيد لإطلاق النار للدفاع ضد الهجمات البحرية.

### المنارة
تم بناء المنارة بين عام 1864 وعام 1865، وهي أول منارة على الطراز الغربي في شرق آسيا وعلى الساحل الصيني. بنيت المنارة في منطقة تلال جويا، يبلغ ارتفاع المنارة 91.4 متر (300 قدم)، ولها ضوء مرئي لنحو 20 ميلاً في الظروف الجوية الصافية. تم بناء المجمع بأكمله على أعلى نقطة في ماكاو وهي منطقة تلال جويا، وتم تسميت الحصن على اسم الموقع. اليوم الموقع عبارة عن وجهة سياحية.

### الكنيسة الصغيرة
تم تشييد الكنيسة (بالبرتغالية: Capela de Nossa Senhora da Guia، بالصينية: 聖母 雪地 殿 教堂) حوالي عام 1622 داخل حصن جويا. في عام 1998 تم الكشف عن اللوحات الجدارية في الكنيسة خلال أعمال الصيانة الروتينية، والتي تمثل كل من الموضوعات الغربية والصينية.

## التهديد
في عام 2007 كتب السكان المحليون في ماكاو رسالة إلى اليونسكو تشكو من مشاريع البناء حول حصن جويا المصنف كتراث عالمي، وذلك بسبب بناء مباني يبلغ بعدها البؤري 108 متر، تشمل هذه المباني المقر الرئيسي لمكتب الاتصال للحكومة الشعبية المركزية في منطقة ماكاو الإدارية الخاصة والذي يبلغ ارتفاعه 91 متر. أصدرت اليونسكو تحذيراً لحكومة ماكاو، التي قادت الرئيس التنفيذي السابق إدموند هو إلى التوقيع على إشعار ينظم قيود الارتفاع على المباني حول الموقع.
في عام 2015 قدمت جمعية نيو ماكاو تقريرًا إلى اليونسكو يدعي فيه أن الحكومة فشلت في حماية التراث الثقافي لماكاو ضد التهديدات التي تواجهها مشاريع التنمية الحضرية. أحد الأمثلة الرئيسية للتقرير هو أن مقر مكتب الاتصال للحكومة الشعبية المركزية الذي يقع على سفوح جويا يحجب الأنظار عن قلعة جويا أحد رموز تراث العالم في ماكاو. وبعد مرور عام قال روني أميلان المتحدث باسم خدمة اليونسكو الصحفية، إن اليونسكو طلبت من الصين معلومات ولا تزال تنتظر ردًا.
في عام 2016 وافقت حكومة ماكاو على حدود بناء يصل إلى 81 متر للمشروع السكني، والذي يقال أنه يخالف لوائح المدينة على ارتفاع المباني حول موقع التراث العالمي حصن جويا. الأستاذ في جامعة ستانفورد دكتور مينغ ك. تشان والأستاذ في جامعة ماكاو د. إيلو يو علّقا على أن قضية حصن جويا أثبتت أن حكومة ماكاو قد تجاهلت الحفاظ على التراث في التخطيط الحضري.

## معرض صور

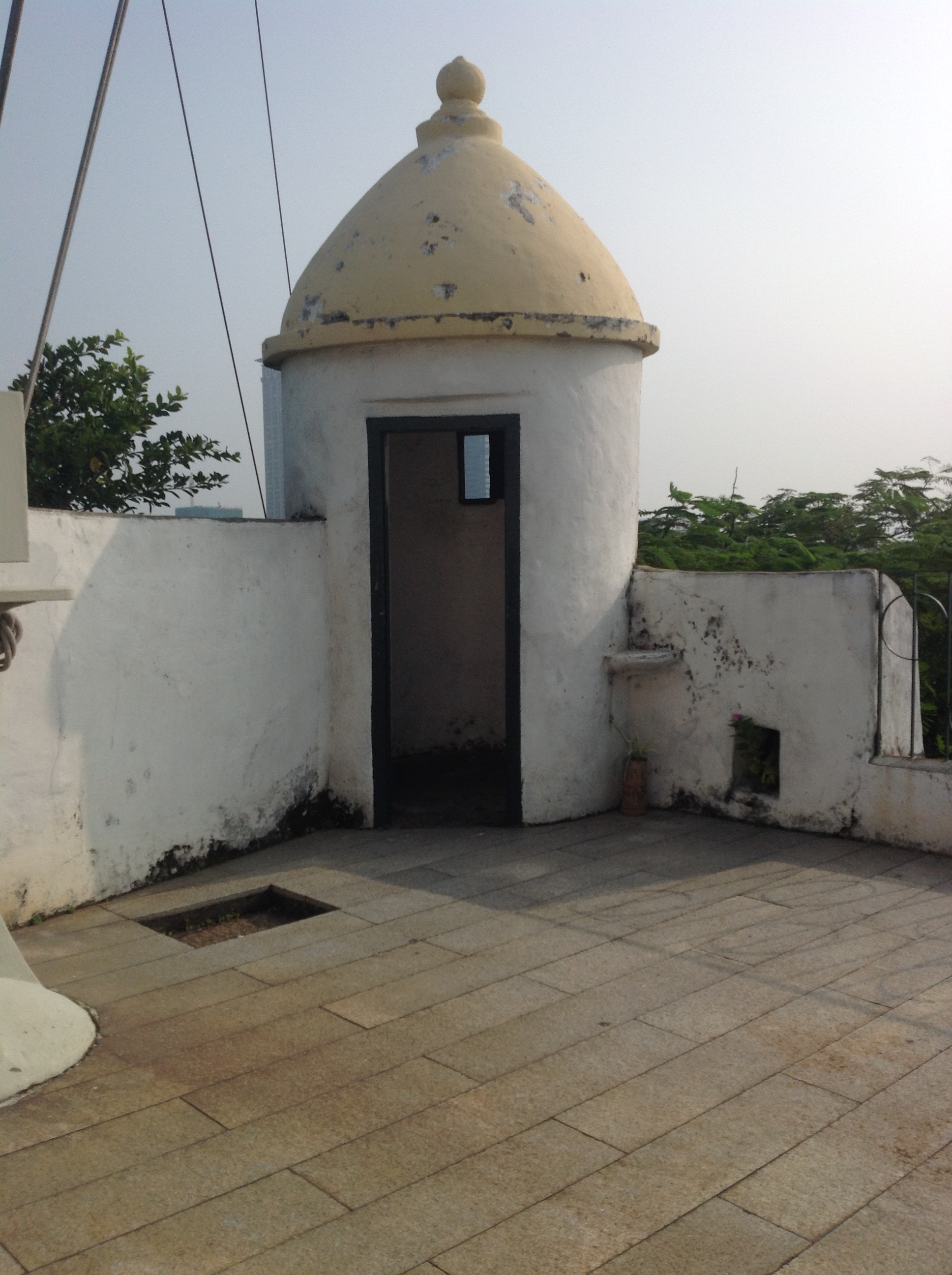
برج مراقبة الحراسة في قلعة جويا في تابيا
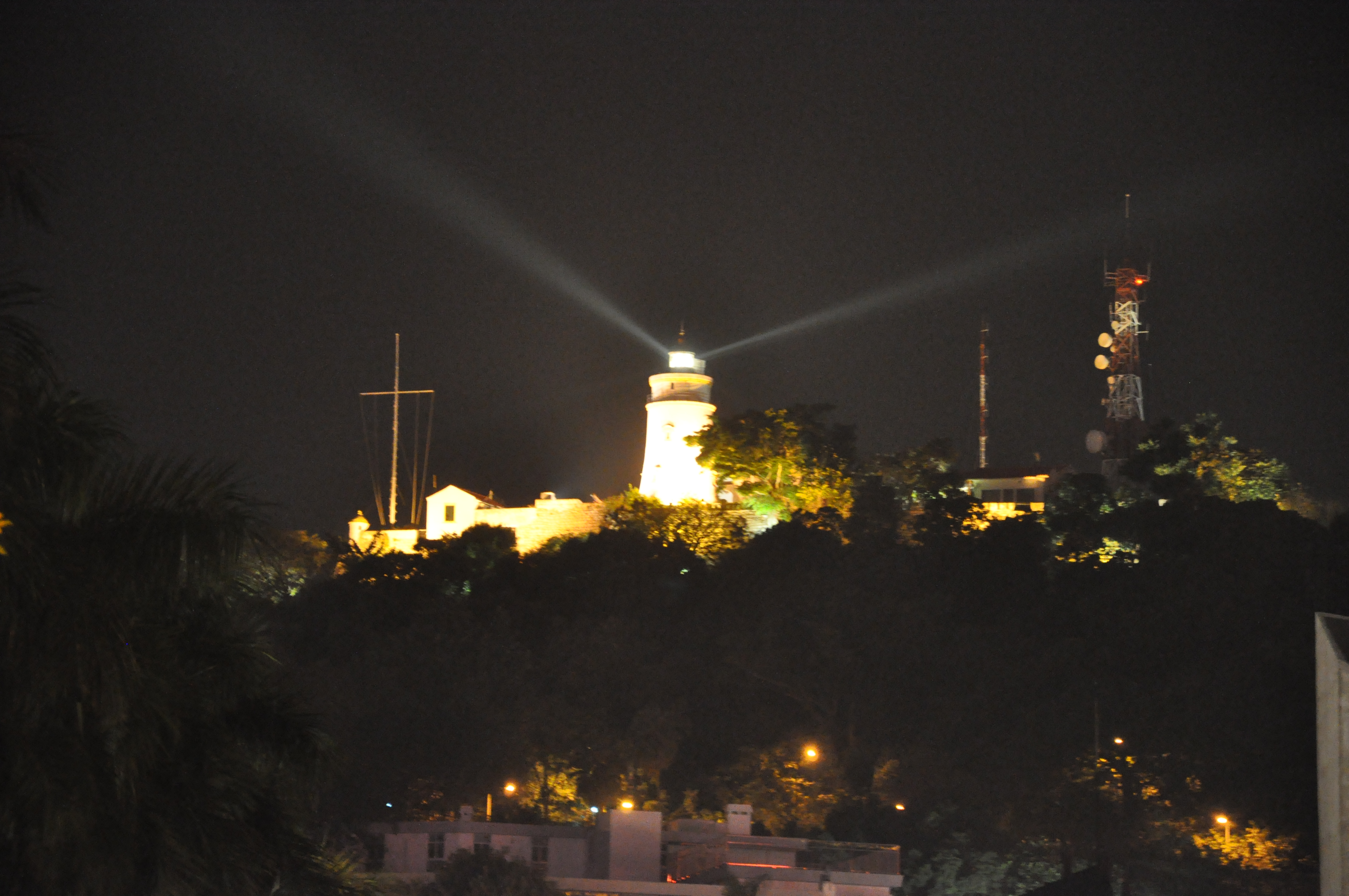
جويا ليلا
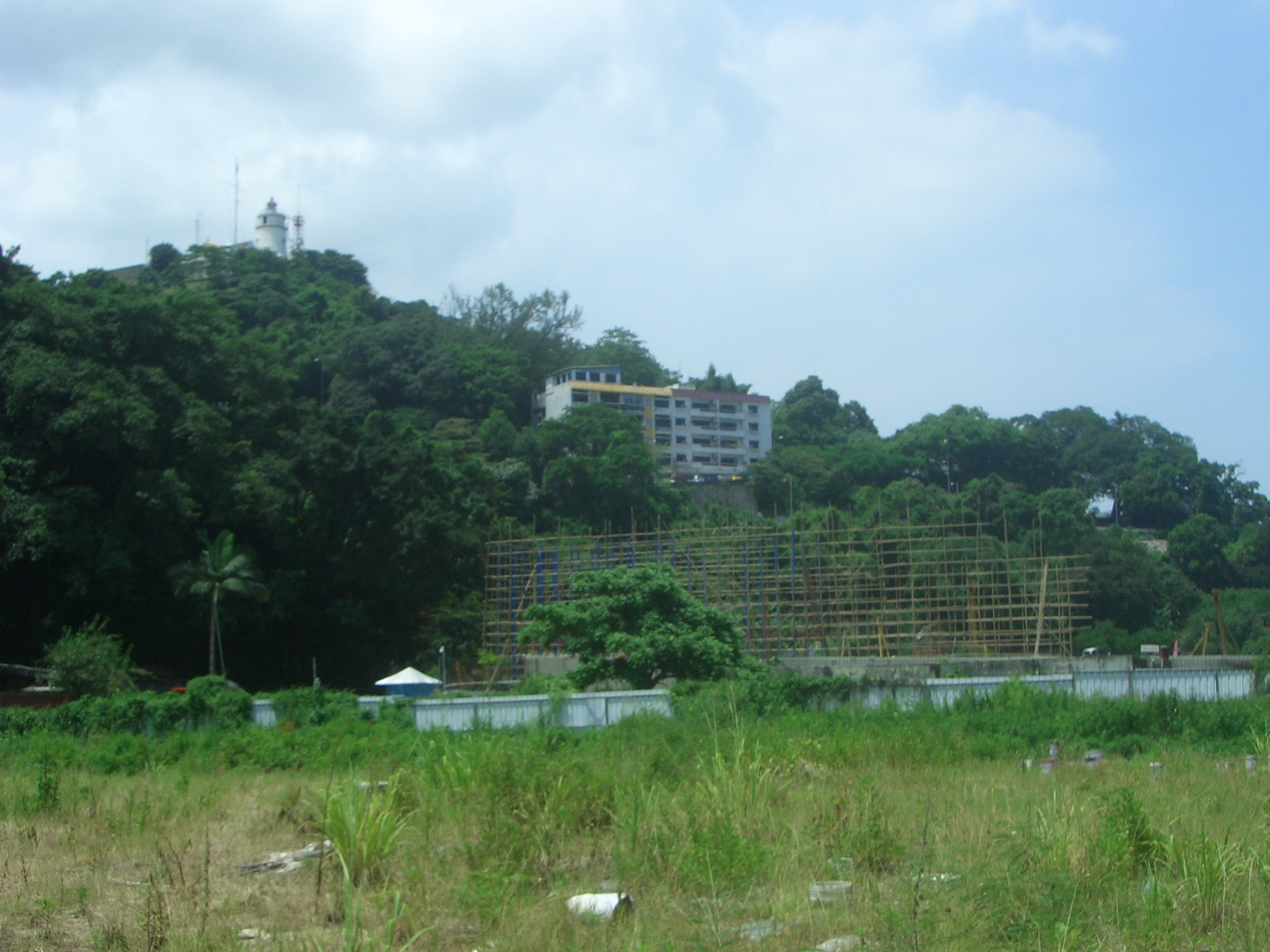
كولنيا
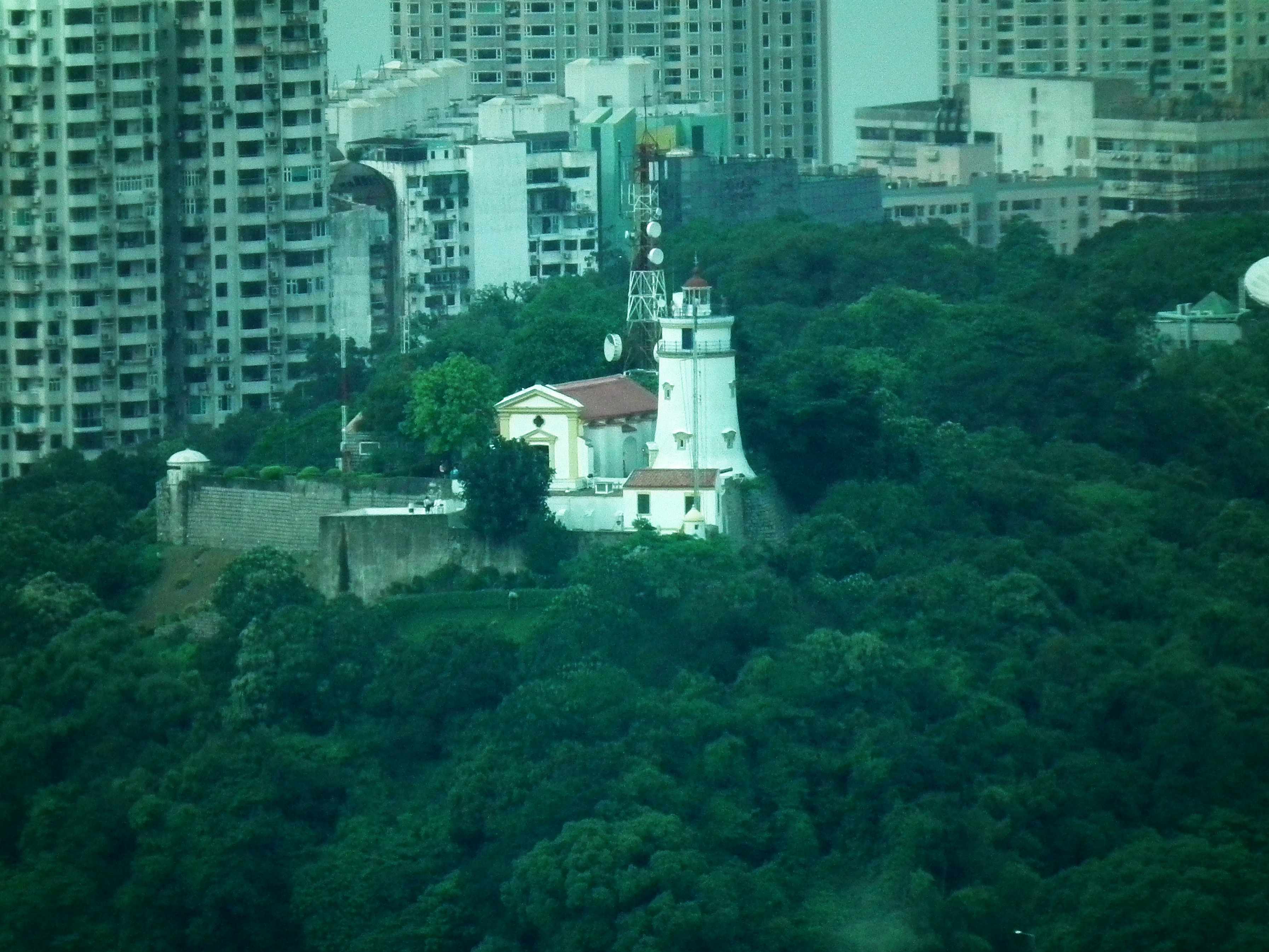
لقطة بانوراما للقلعة
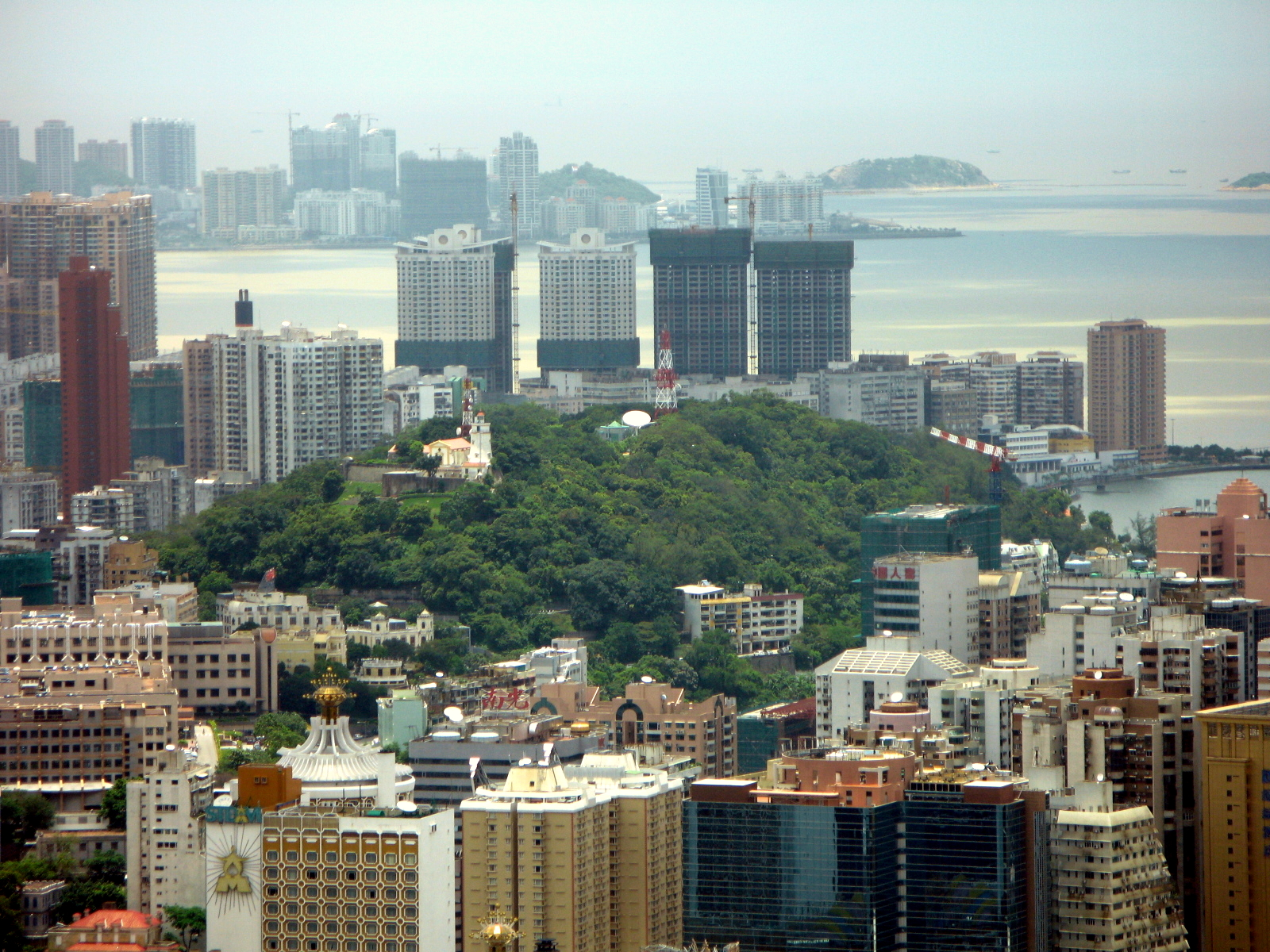
مكاو -كولنيا_جويا

## وصلات خارجية
- موقع تراث ماكاو (بالإنجليزية)